# Meulan-en-Yvelines
Meulan-en-Yvelines è un comune francese di 8 881 abitanti situato nel dipartimento degli Yvelines nella regione dell'Île-de-France.
Si è chiamata Meulan fino all'8 luglio 2010.

## Società

### Evoluzione demografica
Abitanti censiti